# جان‌پناه توچال

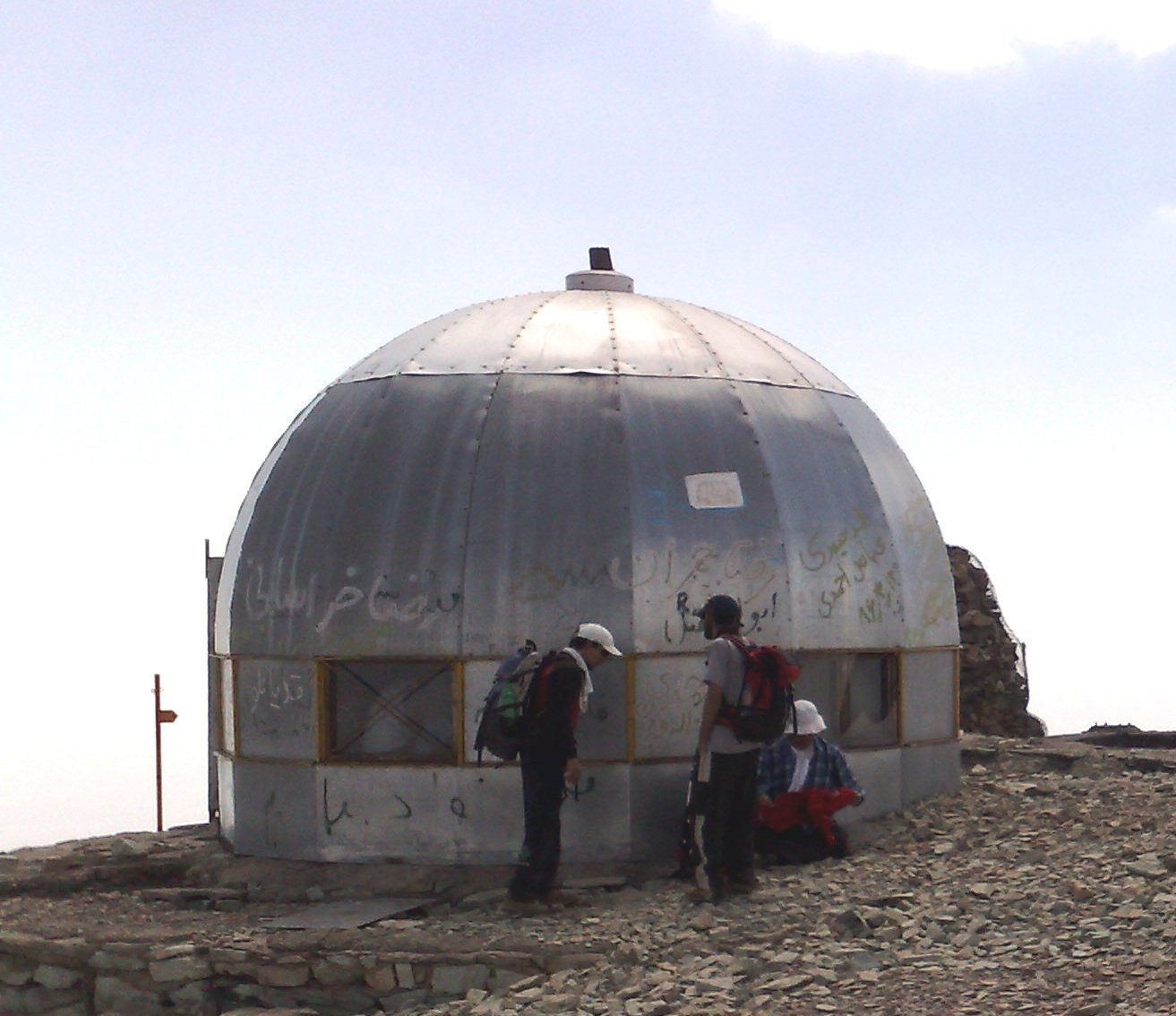
جان‌پناه توچال

جان‌پناه توچال در قلهٔ توچال و در ارتفاع ۳۹۶۰ متری ساخته شده‌است.
قلهٔ توچال یکی از مقصدهای اصلی کوه‌نوردان تهران است. مشهورترین و پر رفت و آمدترین پناهگاه‌ها و جان‌پناه‌های توچال از شرق به غرب عبارتند از: کلک‌چال، شروین، شیرپلا، جان‌پناه توچال، اسپیدکمر و پلنگ چال، که همگی آن‌ها مشرف به تهران هستند.
علاوه بر تله‌سی‌یژ منطقهٔ دربند، توچال دارای تله‌کابین صندوقی است و پیست اسکی توچال تنها مکان اسکی روی برف این منطقه است. ویژگی محلی توچال موقعیت خاص جغرافیایی آن است که کوه‌نوردان و علاقه‌مندان به اسکی می‌توانند از آن استفاده کنند و خانواده‌ها هم با استفاده از تله‌کابین از هوای کوهستانی منطقه لذت می‌برند.

## جُستارهای وابسته
- کوه توچال
- تله‌کابین توچال